# Pol Rodríguez Ferrer
Pol Rodríguez Ferrer és un director de cine nascut a Barcelona el 1977.

## Trajectòria
Va començar la seva carrera com a ajudant de direcció de sèries com Mar de plástico (2011) o Los Pelayos (2012). El 2016 va estrenar el seu primer llargmetratge Quatretondeta, un homenatge al poble dels seus avis. al Festival de Màlaga. El 2024 va tornar al festival amb la pel·lícula Segundo premio codirigida junt a Isaki Lacuesta  i premiat amb la Bisnaga d'Or. En la XXXIX edició dels Premis Goya va guanyar el premi de millor direcció.

## Premis i nominacions
| Festival de Cinema | Any  | Categoria       | Obra           | Resultat  | Ref   |
| Festival de Málaga | 2024 | Millor direcció | Segundo premio | Guanyador | [ 5 ] |
| Premis Gaudí       | 2025 | Millor Direcció | Segundo premio | Guanyador | [ 6 ] |
| Premis Goya        | 2025 | Millor director | Segundo premio | Guanyador | [ 7 ] |